# Anabarhynchus similis
Anabarhynchus similis är en tvåvingeart som beskrevs av Lyneborg 1992. Anabarhynchus similis ingår i släktet Anabarhynchus och familjen stilettflugor. Inga underarter finns listade i Catalogue of Life.